# Гира, Людас
Лю́дас Ги́ра (Людас Константинович Гира, лит. Liudas Gira; 15 [27] августа 1884, Вильно, Российская империя — 1 июля 1946, Вильнюс, Литовская ССР, СССР) — литовский поэт, литературный критик, драматург, публицист, переводчик, общественный деятель; народный поэт Литовской ССР (1945), действительный член АН Литовской ССР (1946).

## Биография
Учился в начальной гимназии в Стаклишкес и Виленской реальной гимназии. В Казани сдал экстерном экзамен за 4 класса гимназии и поступил в 
Виленскую духовную семинарию. С 1905 года работал в редакциях газет «Вильняус жиниос» (Vilniaus žinios, «Виленские вести»), «Летувос укининкас» (Lietuvos ūkininkas, «Литовский хозяин»), с 1907 года «Вильтис» (Viltis, «Надежда»).
Принимал участие в деятельности Союза литовских учителей, был секретарём президиума Великого Вильнюсского сейма (1905), участвовал в создании Литовского учёного общества (1907). Начиная с 1911 года был редактором литературных альманахов и литературных журналов, составителем антологий литовской поэзии.
В 1911 году родился сын Витаутас, впоследствии известный поэт и прозаик.
В 1918 году был военным комендантом Вильнюса, командиром отряда литовских добровольцев. Попал в плен к большевикам и спустя полгода вернулся в Каунас, обменянный на пленных красноармейцев.
В Каунасе стал начальником отдела разведки министерства обороны края, участвовал в ликвидации заговора Польской военной организации (POW). В 1922—1926 годах работал директором Государственного театра в Каунасе.
В 1924 году вышла написанная им «Русско-литовская грамматика» (Каунас; повторное издание 1925).
В 1926—1936 годах секретарь Книгоиздательской комиссии министерства просвещения. В 1928—1930 годах состоял в интенсивной переписке с К. Д. Бальмонтом и популяризировал его творчество в литовской печати, был одним из главных организаторов приезда Бальмонта в Литву (1930). В середине 1930-х годов был одним из инициаторов укрепления литовско-латышских и литовско-эстонских литературных и культурных связей, устроителем и участником литературных вечеров и обменов делегациями писателей.
В 1936—1937 и 1938—1939 годах председатель Общества литовских писателей. В 1938 году посетил СССР. В 1940 году с другими депутатами Народного сейма — писателями Ю. Палецкисом, С. Нерис, П. Цвиркой — вошёл в состав так называемой полномочной делегации, которая ходатайствовала перед Верховным Советом СССР о принятии Литвы в состав Советского Союза. Заместитель наркома просвещения Литовской ССР в 1940—1941 годах.
В начале Великой Отечественной войны эвакуирован вглубь СССР, жил в Пензе до начала 1942 года. В 1942—1944 годах служил в 16-й стрелковой литовской дивизии (капитан).
В Литву тяжело больным вернулся летом 1945 года и спустя год умер. Похоронен в Вильнюсе на кладбище Расу.

## Награды
- орден Отечественной войны I степени
- орден Трудового Красного Знамени (23.06.1943)

## Память
В Вильнюсе улица Вильняус (Vilniaus gatvė, Виленская) была переименована в улицу Гиры (Liudo Giros gatvė, Гирос), но после восстановления независимости Литвы улице было возвращено прежнее название. В 1977 году в Вильнюсе в небольшом сквере на улице Волано напротив здания Министерства просвещения был сооружён памятник (скульптор Викторас Палис, архитектор Стасис Шяшкявичюс). Памятник представлял собой горельефный портрет поэта, высеченный в глыбе гранита (высота 1,2 м) на прямоугольном гранитном постаменте. 11 сентября 2013 года памятник после требований бывших политических заключённых, ссыльных и представителей других правых организаций по просьбе Министерства образования и науки Литвы был демонтирован и вывезен на территорию муниципального предприятия «Гринда» в Юстинишкес (неподалёку от 2-го троллейбусного парка) на хранение.

## Литературная деятельность
Дебютировал в литературе в 1902 году рассказами. Стихотворения начал писать с 1903 года. Издал тринадцать сборников стихов. Первые сборники поэтикой близки народной песне. Впоследствии в поэзии появились элементы символизма, декларативный патриотизм, лозунговость. С одинаковым пафосом воспевал поочерёдно величие Литвы, возрождение Италии при Муссолини, сталинский режим.
В драмах «Месть», «Гости» (1910) обнаруживается влияние драматургии Станислава Пшибышевского, в драматических произведениях на историко-национальные темы «Занимающаяся заря» (1913), «Цветок папоротника» (1928) — Видунаса и Винцаса Креве-Мицкявичюса.
Во время Великой Отечественной войны написал поэмы «Литва Грюнвальда», «Адам Мицкевич в Поволжье», а также стихи, пронизанные патриотизмом и ненавистью к немецко-фашистским оккупантам. Стихи Людаса Гиры в переводах на русский язык включались в сборники «Живая Литва» (Москва, 1942) и «Дорога в Литву» (Москва, 1944).
Стихотворения писал, помимо литовского, на польском, белорусском и русском языках.
Составитель первых антологий литовской литературы (1911, 1914), в межвоенные годы — поэтического сборника, посвящённого десятилетию независимости Литвы «Привет, Независимая» („Sveika Nepriklausomoji“, 1928) и первую литовскую антологию религиозных стихотворений «Святая Литва» („Šventoji Lietuva“, 1930). Подготовил к печати сочинения литовских писателей Лаздину Пеледы, Пранаса Вайчайтиса, других.
В 1911—1912 годах редактор альманаха «Швитурис» („Švyturys“, «Маяк»), в 1913—1914 годах редактор первого литовского литературного журнала «Вайворикште» („Vaivorykštė“, «Радуга»), позднее редактировал «Скайтимай» („Skaitymai“, «Чтения»; 1923), газету «Литературос науенос» („Literatūros naujienos“, «Литературные новости»; 1937—1938). Сотрудничал в журналах «Атейтис» („Ateitis“, «Будущие»), «Вайрас» („Vairas“, «Руль») и многих других литовских периодических изданиях. Писал статьи для журналов и газет на русском языке «Балтийский альманах», «Эхо», «Наше эхо», «Сегодня».
Написал большое количество литературно-критических статей. Среди них статьи о белорусской, русской, украинской, чешской литературах. Выступал также как театральный критик.
Подписывался Akstinų Vincas, Aldonė V., Ant. Kašėta, B. Dzūkas, Eglė, E. Radzik., Ensexistens, E. Radzikauskas, Erulis, G-lis L., Gerulis, Kuzavas, Kažin kas, Rimbas, Saugus, Szlachcic-Katolik, Teatralas Zukas D. и многими другими псевдонимами.

## Переводческая деятельность
Перевёл и издал отдельным сборником стихи Т. Шевченко (1912). Переводил на литовский язык стихотворения Н. К. Асеева, К. Д. Бальмонта, С. Кирсанова, В. И. Лебедева-Кумача, М. Ю. Лермонтова, В. В. Маяковского, А. С. Пушкина, Н. С. Тихонова, Е. Л. Шкляра.
В его переводах печатались также произведения Г. Гейне, С. Выспянского, С. Пшибышевского, И. Франко, Л. Кондратовича.

## Издания
Собрания сочинений
- Raštai («Сочинения», 2 т., 1953)
- Raštai («Сочинения», 5 т., 1960—1963)

Сборники стихов
- Dul-dul dūdelė… («Дуль-дуль дудочка»; Вильна, 1909)
- Žalioji pievelė («Зелёный лужок»; Вильна, 1911)
- Laukų dainos («Песни полей»; Сейны, 1912)
- Tėvynės keliais… («Дорогами родины»; Вильна, 1912)
- Žiežirbos. 1912—1920 m. poezijos («Искры»; Каунас, 1921)
- Žygio godos («Походные думы»; Клайпеда, 1928)
- Šilko gijos («Шёлковые нити»; Каунас, 1929)
- Amžių žingsniai («Шаги веков»; Каунас, 1929)
- Smurtas ir ryžtas («Насилие и решимость»; Москва, 1942)
- Žalgirio Lietuva («Литва Грюнвальда»; Москва, 1942)
- Tolimuos keliuos («По дальним дорогам»; Каунас, 1945)
- Rinktinė poezija («Избранная поэзия»; Каунас, 1945)
- Rinktinė («Избранное»; Вильнюс, 1951)
- Ne margi sakalėliai («Не пёстрые соколики»; Вильнюс, 1963)
- Raudonosios aguonos («Красный мак»; Вильнюс, 1969)

Книги для детей
- Trys berželiai («Три берёзки»; Вильнюс, 1949)

На русском языке
- Стихи (Москва, 1940)
- Слово борьбы (Москва, 1940)
- Избранное (Вильнюс, 1952)
- Здравствуй, вихрь! Стихи (Ленинград, 1960)

Поэмы
- Milžinkapių daina («Песнь курганов»; Вильна, 1910)
- Stalino LTSR konstitucija («Сталинская Конституция ЛитССР»; Каунас, 1940)

Драматические произведения
- Kerštas («Месть»; Вильна, 1910)
- Svečiai («Гости»; Вильна, 1910)
- Beauštanti aušrelė («Занимающаяся заря»; Вильна, 1913)
- Paparčio žiedas («Цветок папоротника»; Клайпеда, 1928)

Историко-литературные и критические работы
- Lietuviškos eilėdaros kūrimosi raida («История формирования литовского стихосложения»; Каунас, 1934)
- Книга о Тумасе-Вайжгантасе, статьи о В. Креве и других писателях

## Переводы
На русский язык стихотворения Л. Гиры переводили И. К. Авраменко, А. Александрова, К. Д. Бальмонт, Д. Бродский, Н. Вольпин, А. Гатов, И. Григорьев, В. Дынник, М. Замаховская, В. К. Звягинцева, М. А. Зенкевич, Д. Б. Кедрин, О. Колычев, А. Кочетков, Э. Левонтин, С. Мар, Л. Озеров, Л. Остроумов, Н. Полякова, О. Румер, И. Сельвинский, С. В. Шервинский, З. Шишова, А. Шпирт, Арк. Штейнберг, П. Шубин, Е. Л. Шкляр, О. Яворская.
Стихи Л. Гиры переводились также на армянский, башкирский, белорусский, болгарский, киргизский, молдавский, польский, таджикский, татарский, узбекский, эстонский языки.